# Neu Duvenstedt
Neu Duvenstedt település Németországban, Schleswig-Holstein tartományban. Lakosainak száma 122 fő (2023. december 31.).

## Népesség
A település népességének változása:
| Lakosok száma | 166  | 109  | 128  | 129  | 127  | 129  | 122  |
|               | 1975 | 2014 | 2017 | 2019 | 2021 | 2022 | 2023 |